# Pillucina hawaiiensis
Pillucina hawaiiensis är en musselart. Pillucina hawaiiensis ingår i släktet Pillucina och familjen Lucinidae. Inga underarter finns listade i Catalogue of Life.